# جان راي
جان راي (بالفرنسية: Raymond Jean Marie de Kremer)‏ هو صحفي ومؤلف وكاتب وكاتب سيناريو بلجيكي، ولد في 8 يوليو 1887 في غنت في بلجيكا، وتوفي بنفس المكان في 17 سبتمبر 1964.

## وصلات خارجية
- الموقع الرسمي
- جان راي على موقع IMDb (الإنجليزية)
- جان راي على موقع الموسوعة البريطانية (الإنجليزية)
- جان راي على موقع ألو سيني (الفرنسية)
- جان راي على موقع أول موفي (الإنجليزية)
- جان راي على موقع قاعدة بيانات الفيلم (الإنجليزية)
- جان راي على موقع كينوبويسك (الروسية)